# クロネッカーの補題
数学におけるクロネッカーの補題（クロネッカーのほだい、英: Kronecker's lemma）とは、無限和の収束と数列の収束の間の関係性を説明する補題である。大数の法則などの、独立な確率変数の和に関する定理を証明する際にしばしば用いられる。ドイツの数学者レオポルト・クロネッカーに由来する。

## 補題の主張
実数列 {\displaystyle (x_{n})_{n=1}^{\infty }} の無限和
{\displaystyle \sum _{m=1}^{\infty }x_{m}=s}
が存在しかつ有限値をもつとする。このとき、 {\displaystyle 0<b_{1}\leq b_{2}\leq b_{3}\leq \ldots } でありかつ {\displaystyle b_{n}\to \infty } となるような任意の広義単調増加数列 {\displaystyle (b_{n})_{n=1}^{\infty }} に対し、
{\displaystyle \lim _{n\to \infty }{\frac {1}{b_{n}}}\sum _{k=1}^{n}b_{k}x_{k}=0}
が成り立つ。

## 証明
{\displaystyle S_{k}} を {\displaystyle (x_{n})_{n=1}^{\infty }} の第 {\displaystyle {\mathit {k}}} 項までの部分和とする。このとき、アーベルの補題より、
{\displaystyle {\frac {1}{b_{n}}}\sum _{k=1}^{n}b_{k}x_{k}=S_{n}-{\frac {1}{b_{n}}}\sum _{k=1}^{n-1}(b_{k+1}-b_{k})S_{k}}
となる。
{\displaystyle \epsilon >0} を任意の正の実数とする。このとき、 {\displaystyle S_{k}} が s に収束することから、ある {\displaystyle {\mathit {N}}\in \mathbb {N} } が存在し、 k > N のとき {\displaystyle |{\mathit {S}}_{k}-s|\leq \epsilon } となる。ここで右辺は、
{\displaystyle S_{n}-{\frac {1}{b_{n}}}\sum _{k=1}^{N-1}(b_{k+1}-b_{k})S_{k}-{\frac {1}{b_{n}}}\sum _{k=N}^{n-1}(b_{k+1}-b_{k})S_{k}}
{\displaystyle =S_{n}-{\frac {1}{b_{n}}}\sum _{k=1}^{N-1}(b_{k+1}-b_{k})S_{k}-{\frac {1}{b_{n}}}\sum _{k=N}^{n-1}(b_{k+1}-b_{k})s-{\frac {1}{b_{n}}}\sum _{k=N}^{n-1}(b_{k+1}-b_{k})(S_{k}-s)}
{\displaystyle =S_{n}-{\frac {1}{b_{n}}}\sum _{k=1}^{N-1}(b_{k+1}-b_{k})S_{k}-{\frac {b_{n}-b_{N}}{b_{n}}}s-{\frac {1}{b_{n}}}\sum _{k=N}^{n-1}(b_{k+1}-b_{k})(S_{k}-s)}
今、 {\displaystyle n\rightarrow \infty } の極限をとる。このとき、第一項と第三項はともに {\displaystyle s} に収束し、互いに打ち消しあう。第二項は総和部分が有限値となることから0に収束する。また、第四項は高々 {\displaystyle \epsilon (b_{n}-b_{N})/b_{n}} となる。数列 {\displaystyle (b_{n})_{n=1}^{\infty }} が広義単調増加であることから、 {\displaystyle \epsilon (b_{n}-b_{N})/b_{n}\leq \epsilon } であり、 {\displaystyle \epsilon >0} は任意にとれるので、この式全体としての極限は0に収束することが示された。